# 田中ちえ美
田中 ちえ美（たなか ちえみ、1994年10月6日 - ）は、日本の女性声優。静岡県出身。ステイラック所属。

## 略歴
テレビアニメ『マクロスF』を見て声優を志す。
2015年にシグマ・セブン声優養成所を卒業し、シグマ・セブンeの所属となった。
2021年9月7日、村上奈津実（虹ヶ咲学園スクールアイドル同好会でも共演）との声優ユニット「NACHERRY（ナチェリ）」の結成を発表、デビュー日となるデジタルシングル「フォーチュンテラー」の配信開始日は、自身の誕生日である2021年10月6日である（結成発表日は村上の誕生日）。
2022年2月1日、シグマ・セブンeを退所し、ステイラックに所属することが発表された。
2023年、第17回声優アワードにて、「虹ヶ咲学園スクールアイドル同好会」として歌唱賞を受賞。

## 人物
趣味はお風呂、サウナ、テーマパークに行くこと等。特技は歌。
出身地である静岡県への思い入れが強く、ブログ等でも度々地元について語っている。好きな食べ物はさわやかのハンバーグ。
愛称の「ちぇみー」は『サクラクエスト』で共演した安済知佳によって命名された。
自分の性格は泣き虫、大雑把と述べている。

## 出演
太字はメインキャラクター。

### テレビアニメ
2016年
- 三者三葉（辻小芽）
- テイルズ オブ ゼスティリア ザ クロス（侍女）

2017年
- サクラクエスト（織部凛々子）
- キノの旅 -the Beautiful World- the Animated Series（子供）
- パズドラクロス（生徒）

2019年
- とある魔術の禁書目録III（少年）
- ハイスコアガールII（使用人A）

2020年
- ラブライブ!虹ヶ咲学園スクールアイドル同好会（2020年 - 2022年、天王寺璃奈） - 2シリーズ
- 戦翼のシグルドリーヴァ（子ども）
- 神様になった日（スタッフ）

2021年
- WIXOSS DIVA(A)LIVE（ヒトミ）
- 死神坊ちゃんと黒メイド（メイドB）
- BLUE REFLECTION RAY/澪（女子高生）
- ワッチャプリマジ!（2021年 - 2022年、ぬるぽん）

2022年
- ミュークルドリーミー みっくす!（子供B）
- BIRDIE WING -Golf Girls' Story-（向井恵子）
- Extreme Hearts（友永美晴）
- 4人はそれぞれウソをつく（リッカ）
- 恋愛フロップス（女子生徒）

2023年
- にじよん あにめーしょん（2023年 - 2024年、天王寺璃奈） - 2シリーズ
- お嬢と番犬くん（栗野）

2024年
- この世界は不完全すぎる（カナ〈太田加奈〉）
- 歴史に残る悪女になるぞ（女子生徒）

2025年
- 異修羅（鉄貫羽影のミジアル）

### 劇場アニメ
- 映画 ラブライブ!虹ヶ咲学園スクールアイドル同好会 完結編（2024年 - 2025年、天王寺璃奈[21][22]） - 全3章[一覧 3]

### OVA
- 三者三葉 OVA未放映エピソード（1）「キノコはからだにいいんだよ」（2016年、辻小芽） - Blu-ray&DVD1巻収録
- ラブライブ!虹ヶ咲学園スクールアイドル同好会 NEXT SKY（2023年、天王寺璃奈[23]）

### ゲーム
2015年
- レーシング娘。（六連星純星、来栖アーリー）

2017年
- クイズRPG 魔法使いと黒猫のウィズ（2017年 - 2021年、ラズリィ&ダズリィ、カラミナ・スクワージ）
- 天華百剣 -斬-（にっかり青江）
- モン娘☆は〜れむ（フェイ）

2018年
- ラブライブ! スクールアイドルフェスティバル（2018年 - 2023年、天王寺璃奈）

2019年
- 永遠の七日（ミーラ、ムーヤ）
- ラブライブ! スクールアイドルフェスティバル ALL STARS（2019年 - 2023年、天王寺璃奈）
- 逆転オセロニア（シャーロット）
- アクション対魔忍（御堂遥）

2020年
- マギアレコード 魔法少女まどか☆マギカ外伝（柚希りおん）

2021年
- 少女キャリバー.io（ゲイボルグ）
- 永遠の7日-終わりなき始まり（ミーラ、ムーヤ）

2023年
- ラブライブ! スクールアイドルフェスティバル2 MIRACLE LIVE!（2023年 - 2024年、天王寺璃奈）
- リバース:1999（エリック）

2024年
- アサルトリリィ Last Bullet（毛綱乃彩）

2025年
- ラブライブ!虹ヶ咲学園スクールアイドル同好会 トキメキの未来地図（天王寺璃奈）

### デジタルコミック
- にじよん シーズン3・4（2020年 - 2021年、天王寺璃奈） - 2シリーズ
- 骸骨と恋はできるのか（2022年、ルリア[39]、ルリアの母）

### ラジオ
※はインターネット配信。
NACHERRYとしての番組は、NACHERRY#ラジオの項を参照。
- チュパカブRADIO（2017年、間野山観光協会※）
- ラブライブ!虹ヶ咲学園 〜お昼休み放送室〜（2018年 - 2020年、HiBiKi Radio Station※）[40]
- 田中ちえ美・近藤玲奈のきょめらじ♫（2018年 - 2019年、ラジオ関西・ニコニコ動画アニたまどっとコムチャンネル※）
- 田中ちえ美のだららんど（2021年 - 2022年、超!A&G+※）[41]
- 田中ちえ美のたなかのカナタ！（2023年 - 、AuDee※）[42]
- 田中ちえ美の「いってらっしゃい」（2023年 - 、Artistspoken※）[43]

### テレビ番組
※はインターネット配信。
- 間野山観光協会作戦報告会議（2017年、ニコニコ生放送※）[44]
- 吉田有里と田中ちえ美の“仲間になりたそうにこちらを見ている” （2020年 - 2021年、ニコニコ生放送※）[45]
- 田中ちえ美の「スナックちえみ倶楽部」 （2020年 - 、ニコニコ生放送※）[46]

### 吹き替え
- PEANUTS スヌーピーショートアニメ（2015年、サリー・ブラウン）
- ベビーシッター・アドベンチャー（2016年、ケイティ）
- ラブアイランドUSA 水着で恋するラスベガス編（2021年、ケイトリン・アンダーソン[47]）
- キャッチ!ティニピン（2022年 - 2024年、ローミー/プリンセスローミー[48][49]） - 2シリーズ[一覧 4]
- バーニーの世界（ショートアニメ）（2024年、ヴィヴィー[50]）

### ナレーション
- ワラッチャオ!（NHK BSプレミアム）

### 舞台
- ナナステ☆SUITEVE STORY'S〜飛鳥と鳥かご〜（2019年11月15日 - 11月16日、新宿村LIVE） - 紫式部 役[51]

### 朗読劇
- ことだま屋本舗☆リーディング部 その13（2022年8月20日 - 8月21日、中野テアトルBONBON）
- Listen/Library（2023年9月21日 - 9月24日、中野 劇場HOPE）
- はなしぐれ（2024年1月25日 - 1月28日、CBGKシブゲキ!!） - 満島蘭子 役
- ザーフィラ陛下と黒と白（2024年4月27日 - 4月28日、全電通労働会館[52]） - ギナー 役
- ネコたん！〜猫町怪異奇譚〜（2024年5月14日、あうるすぽっと） - 財部梨杏 役[53]
- Listen/Library III（2024年7月4日 - 7月7日、新宿シアターモリエール）
- 名前を呼んで、もう一度（2024年11月24日、サンシャイン劇場[54]） - 佐藤空 役

### オーディオブック
- ラブライブ!虹ヶ咲学園スクールアイドル同好会 素顔のフォトエッセイシリーズ RainbowDays〜天王寺璃奈〜（2022年、天王寺璃奈）

### オーディオドラマ
- Extreme Hearts S×S×S（2022年、友永美晴）

### その他コンテンツ
- *声優グランプリ×東海道新幹線企画列車「声優新幹線」乗務員（2024年11月30日、JR東海ツアーズ）[55]

## ディスコグラフィ

### キャラクターソング
| 発売日         | 商品名              | 歌                                                                         | 楽曲                                     | 備考                                                      |
| -------------- | ------------------- | -------------------------------------------------------------------------- | ---------------------------------------- | --------------------------------------------------------- |
| 2017年10月4日  | SAKURA QUEST "BEST" | 織部凛々子（田中ちえ美）                                                   | 「龍の唄」 「瑞池祭「龍の唄」演劇 -急-」 | テレビアニメ『サクラクエスト』挿入歌                      |
| 2020年4月29日  | 百華繚乱 弐         | にっかり青江（田中ちえ美）、博多藤四郎（小日向茜）、紅葉狩兼光（花井美春） | 「パジャマおしゃべリズム」               | ゲーム『天華百剣 -斬-』関連曲                             |
| 2022年11月30日 | For 4 Forever       | リッカ（田中ちえ美）、千代（村上奈津実）、関根（佐倉綾音）、翼（潘めぐみ） | 「For 4 Forever」                        | テレビアニメ『4人はそれぞれウソをつく』エンディングテーマ |

## 書籍

### 写真集
- 田中ちえ美1st写真集 未確認（2023年10月6日発売、イマジカインフォス、ISBN 978-4-07-455479-9）[56]
- 田中ちえ美2nd写真集(仮) （2025年10月6日発売（予定）、主婦の友社、ISBN 978-4-07-462315-0）

### シリーズ一覧
1. ↑  第1期（2020年）、第2期（2022年）
2. ↑  第1期（2023年）、第2期『2』（2024年）
3. ↑  第1章（2024年）、第2章（2025年）
4. ↑  キャッチ!ティニピン（2022年）、キラキラ キャッチ!ティニピン（2024年）